# Piotr Piętak
Piotr Piętak (ur. 17 maja 1953 w Łodzi, zm. 18 października 2018 w Warszawie) – polski informatyk i polityk, w latach 2006–2007 podsekretarz stanu w Ministerstwie Spraw Wewnętrznych i Administracji.

## Życiorys
Syn poety Stanisława Piętaka i Aleksandry. Z wykształcenia był inżynierem, ukończył także studia podyplomowe na Uniwersytecie Marii Curie-Skłodowskiej. Na początku lat 80. związany z opozycją demokratyczną. W stanie wojennym przedstawiono mu zarzuty powielania i kolportażu nielegalnych wydawnictw, postępowanie jednak umorzono w związku z zastosowaniem amnestii. Od 1986 pracował jako informatyk programista, m.in. we Francji i Belgii. Był kierownikiem projektów informatycznych, m.in. w Crédit Lyonnais i GAN. Działał w Ruchu Wolnego Oprogramowania, był także koordynatorem grupy roboczej PiS ds. informatyzacji administracji publicznej. Od 2006 do 20 listopada 2007 sprawował funkcję podsekretarza stanu w ministerstwie spraw wewnętrznych i administracji rządach Kazimierza Marcinkiewicza i Jarosława Kaczyńskiego. Zasiadał w zespole ds. przygotowania reformy infrastruktury informatycznej państwa.
W 2008 odznaczony Krzyżem Kawalerskim Orderu Odrodzenia Polski. W 2010 odmówił jednak przyjęcia odznaczenia, motywując to oceną własnego zaangażowania w ruch opozycyjny lat 80. oraz krytycznym stosunkiem do prezydentury Lecha Kaczyńskiego.